# Odontitella virgata
Odontitella virgata ist eine halbparasitäre Pflanzenart aus der Familie der Sommerwurzgewächse (Orobanchaceae). Sie ist die einzige Art der Gattung Odontitella. Sie ist nahe verwandt mit der Gattung der Zahntroste (Odontites) und wird gelegentlich diesen zugerechnet.

## Beschreibung

### Vegetative Merkmale
Odontitella virgata ist eine 15 bis 45 (selten bis 60) cm hohe, aufrecht wachsende krautige Pflanze. Die Stängel sind an der Basis bis 4 mm dick; das Epikotyl ist sehr kurz. Sowohl Hauptstängel als auch die Seitensprosse sind mit borstigen, dicht anliegenden Trichomen besetzt, die eine Länge von 0,1 bis 0,5 mm und an der Basis eine Breite von bis zu 0,06 mm haben, weiß gefärbt und vorwärts gerichtet sind. Stieldrüsen sind nicht vorhanden. Der vegetative Teil der Pflanze besteht aus acht bis 18 Knoten, von denen drei bis 13 Seitentriebe ausbilden, die bis zu 35 cm lang werden und in einem Winkel von 25 bis 40° stehen.
Die frühzeitig abfallenden Laubblätter sind linealisch geformt, 10 bis 20 mm lang und 0,9 bis 1,6 mm breit. Sie sind ganzrandig oder an den unteren Blättern auch mit ein oder zwei kleinen Zähnen besetzt und gekielt. Sie sind mit bis zu 0,5 mm langen, anliegenden oder schräg abstehenden, weißen, borstigen Trichomen besetzt.

### Blütenstände und Blüten
Die Blütenstände bestehen aus vier bis zehn (am Hauptblütenstand bis 16) dicht stehenden Blüten und sind mit schuppig-laubblattartigen Tragblättern versehen. Sie sind 1 bis 2 cm lang und verlängern sich zur Fruchtreife auf bis zu 4,5 cm. Die Hemmzone zwischen den Blütenständen und den vegetativen Teilen der Pflanze umfasst 3 bis 12 (selten bis 17) Knuten. Die Tragblätter sind linealisch-lanzettlich, ganzrandig, etwas gekielt und verdickt. Die Basis ist schmal oval geformt. Durch die beidseitig vorhandene dichte Behaarung aus borstigen Trichomen wirken sie graugrün bis weißgrün.
Die Aufblühfolge der Blüten eines Blütenstandes ist von unten nach oben. Die Blüten erreichen eine Länge von 8 bis 14 mm und sind selbstbestäubend (autogam). Zu Beginn der Blütezeit hat der Kelch eine Länge von 5,5 bis 9 mm, an der Frucht verlängert er sich auf bis zu 12 mm. Die Kelchblätter stehen auf einem Drittel bis zur Hälfte der Länge frei voneinander und erscheinen durch eine dicht anliegend-borstige Behaarung weißgrau. Die Kelchzipfel sind dreieckig, die oberen sind dabei deutlich größer als die unteren. Die Krone ist zunächst hellgelb gefärbt, wird später über dunkelgelb und gelb-orange am Ende der Blütezeit braunrot. Im unteren Teil ist sie mit einfachen und Drüsenhärchen behaart. Die Kronröhre hat eine Länge von 4,5 bis 7 mm, ist damit halb so lang wie die gesamte Krone und kürzer als der Kelch. Außen- und Innenseite sind reichlich mit 0,04 bis 0,08 mm langen, rückwärts gerichteten Trichomen besetzt. Der Helm ist 4,5 bis 6 mm lang, auf der Außenseite unbehaart, auf der Innenseite befinden sich unterhalb der Spitze Haarbüschel. Die Unterlippe ist 4,5 bis 5,5 mm lang und auf etwa 5/6 der Länge dreizipfelig. Die Außenseite sowie an der Innenseite entlang der Mittelnerven sind die Kronblätter kurzborstig behaart, im oberen Teil der Krone stehen verstreute kurze Haare. Unterhalb der Zipfel stehen an der Innenseite zudem etwa 0,05 mm lange Kurzdrüsen, die Unterlippenwülste sind zudem stark behaart. Der mittlere Zipfel ist beinahe quadratisch geformt und leicht ausgerandet, die äußeren Zipfel sind halbkreisförmig und nahezu genauso lang wie der mittlere Zipfel.
Die vier Staubblätter werden von der Oberlippe eingeschlossen. Das obere Paar besitzt 2,8 bis 3,2 mm, das untere 3,9 bis 4,5 mm lange Staubfäden. Auf der ventralen Seite sind die Staubfäden über die gesamte Länge mit Papillen besetzt. Die Staubbeutel sind gelblich gefärbt, 1,5 bis 1,7 mm lang und stehen in einem Winkel von 70 bis 85° zu den Staubfäden, so dass sie einen spitzen, fast rechten Winkel bilden. Die Theken reißen über die gesamte Länge auf, sind unten in eine Stachelspitze verschmälert. Die dorsale Seite ist unbehaart, die ventrale Seite mit bis zu 0,6 mm langen, weißlichen Haaren besetzt. Zum stumpfen Ende der Theken hin werden die Haare gekräuselt und fast schraubig-gedreht. Die Pollenkörner haben eine Größe von etwa 28,8 bis 31,8 µm, ihr Äquatorialumriss ist kreisförmig, die Pollenkornwand (Exine) ist überall gleichmäßig dick und ist fein retipilat strukturiert. Der Fruchtknoten bilden in beiden Fächern insgesamt 20 bis 30 Samenanlagen aus. Der Griffel erreicht eine Länge von bis zu 8 mm und ist auf der gesamten Länge mit bis zu 0,1 mm langen Trichomen behaart. Die zwei Narbenäste sind mit etwa 0,1 mm Länge sehr kurz und mit walzlichen Papillen besetzt.

### Früchte und Samen
Die Früchte sind schmal-ellipsoide Kapseln, die eine Länge von 5,5 bis 7,5 mm und eine Breite von 2,3 bis 2,7 mm erreichen. Ihr Umriss ist nahezu rechteckig. Im oberen Viertel sind die Kapseln mit bis zu 0,6 mm langen Trichomen besetzt, an den Fruchtblatträndern zieht sich die Behaarung bis fast zur Hälfte der Kapsel. Die Samen haben eine Größe von 1,2 bis 1,7 × 0,6 bis 0,8 mm.

### Chromosomenzahl
Die Chromosomenzahl beträgt 2n = 26.

## Vorkommen und Standorte
Odontitella virgata kommt im Zentrum und im Südwesten der Iberischen Halbinsel vor, fehlt aber im Norden und im Osten. Sie wächst in Höhenlagen zwischen 10 und 1200 m auf verschiedenen Böden wie Kalk, Silikat und Sand. In lichten Kiefernwäldern mit Sandböden wächst sie zwischen See-Kiefern (Pinus pinaster), Pinien (Pinus pinea) und Aleppo-Kiefern (Pinus halepensis). Auf sommertrockenen Wiesen und Weiden ist die Art oftmals in großen Herden anzutreffen, auch auf Brachland ist die Art zu finden.

## Botanische Geschichte
Die Art wurde erstmals 1806 von Johann Heinrich Friedrich Link als Euphrasia virgata beschrieben. 1913 verschob Gonçalo António da Silva Ferreira Sampaio die Art in die Gattung der Zahntroste (Odontites), der von ihm gewählte Name Odontites virgatus ist jedoch ein nom. illeg., da bereits 1870 von Johan Martin Christian Lange eine andere Art unter diesem Namen beschrieben wurde.
Die Gattung Odontitella wurde 1943 von Werner Rothmaler beschrieben. Der von ihm gewählte Name bedeutet „kleine Odontites“ und bezieht sich auf die Gattung der Zahntroste, aus denen die Gattung ausgegliedert wurde. Rothmaler unterscheidet die Gattung von den Zahntrosten durch die Staubbeutel, die denen der Bartsia und der Parentucellia gleichen, sowie durch die Form der Krone. Rothmaler beschrieb die Gattung zunächst mit den zwei Arten Odontiella virgata und Odontiella aragonensis, letztere wurde in der Monographie von Markus Bolliger (1996) als Synonym zur ersten gestellt.